# アルファロメオ・146
アルファロメオ・146（Alfa Romeo 146 ）は、イタリアの自動車会社アルファロメオが製造したハッチバック型の乗用車。

## 概要
33の後継車種として1995年に発売された5ドアハッチバックで、2000年まで製造された。2000年発表の147が後継車種となる。
145や155と同様にフィアット・ティーポがベースとなり、多くの部品を共有した。ただし、33同様に3ボックスセダン風のトランク部分を強調した造形から、Cピラー周辺の骨格はアルファロメオ独自の開発であった。
ボディサイズは、全長4,257 mm×全幅1,712 mm×全高1,425 mm、ホイールベースは2,540 mm。
エンジンは、排気量1.3 Lと1.6 Lの水平対向4気筒SOHC、1.7 Lの水平対向4気筒DOHC、1.4 L,1.6 L,1.8 L及び2.0 Lの直列4気筒DOHCのガソリンエンジンと、排気量1.9 Lの直列4気筒ターボのディーゼルエンジン。直列4気筒DOHCは、ツインスパーク（Twin Spark）と言われるエンジンで、1気筒あたりに2本の点火プラグが配置されていた。これらをFF方式で駆動した。
サスペンションは、前輪がマクファーソン・ストラット後輪がセミ・トレーリングアーム。ばねは前後ともにコイルスプリングを使用。
内外装ともにアルファロメオ・チェントロスティーレ（アルファロメオ社内デザインセンター）が担当。
日本では正規輸入されず、並行輸入という形でのみ販売された。